# جين كينت
جين كينت (بالإنجليزية: Jane Kent)‏ هي فنانة أمريكية، ولدت في 1952.